# نفايات صلبة

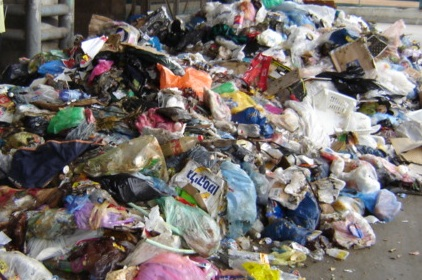
نفايات صلبة

النفايات الصلبة تطرح الكائنات الحية في النظام البيئي الطبيعي بقاياها وإفرازاتها فيقوم النظام البيئي بإعادة استخدامها بكفاءة عالية ضمن دورة واضحة؛ إذ تقوم المحلِّلات بتحليلها إلى مواد أولية بسيطة تعود إلى التربة فتستخدمها النباتات، وهذا يسمى التنقية الذاتية (Self Purification). أما النفايات التي يلقيها الإنسان، ونتيجة لازدياد عدد السكان وارتفاع مستوى المعيشة والتقدم الصناعي والزراعي وغيرها، أدى ذلك إلى ازدياد كمياتها، بالإضافة إلى إنتاج نوعيات خطرة على البيئة، فأصبحت عملية جمعها ونقلها والتخلص منها في جميع دول العالم من الأمور المهمة للمحافظة على الصحة والبيئة. وقد نَصّ قانون حماية البيئة الأردني لعام 1995م على تعريف النفاية الصلبة بأنها مواد قابلة للنقل ويرغب مالكها بالتخلص منها، بحيث يكون جمعها ونقلها ومعالجتها من مصلحة المجتمع.

## أنواع النفايات الصلبة
يمكن تصنيف النفايات حسب مصدرها إلى منزلية وصناعية وزراعية، وتعدين وهدم وبناء، ونفايات ناجمة عن معالجة المياه العادمة (الحمأة). وأخطر أنواع النفايات الصلبة هي النفايات الصلبة الصناعية، نظراً لاحتوائها على مواد خطرة على البيئة (متفجرة، مساعدة للاشتعال، سامة،...) بالإضافة إلى النفايات الأخرى مثل البلاستيك والكاوتشوك التي تحتاج إلى مدة زمنية طويلة للتخلص منها عن طريق العمليات الطبيعية، لأنها مركبات معقدة التركيب لم يسبق للنظام البيئي أن تعامل مع مثلها.

## التخلص من النفايات الصلبة
ثمة طرائق عدة للتخلص من النفايات الصلبة وهي:

### المقلب المفتوح
وهي طرح النفايات على السطح في أماكن خارج حدود البلديات ويتم اختيارها بطريقة غير منتظمة، ويضاف إليها أحياناً الغازولين لحرقها، فتحترق الطبقة العلوية فقط بينما تبقى الطبقات السفلية كما هي من دون احتراق، وتشكل مكرهةً صحية، وتصبح بيئة ملائمة للحشرات والقوارض.

### طرحالنفاياتفيالبحاروالمحيطات
إذ يتم نقل النفايات بالسفن ووتُلقى على مسافة بعيدة عن الشاطئ، وهي طريقة غير صحيحة؛ إذ تتعرض السلاسل الغذائية إلى التلوث.

### الحرق والترميد
وهي حرق النفايات في أفران خاصة للتقليل من حجمها، ويستفاد من الحرارة في توليد الكهرباء والتدفئة المركزية، وهي طريقة صحيّة، لأنها تقضي على الجراثيم المسببات للأمراض والحشرات، وتكون من أفضل الطرق في حالة عدم توافر أراضٍ لطمْر النفايات أو عندما يكون منسوب المياه الجوفية قريباً من سطح الأرض.
```
طريقة الطمر الصحي، إذ يتم عزل موقع الطمر بطبقات من الطين أو الأسمنت أو البلاستيك لمنع تسرب عصارة النفايات إلى المياه الجوفية. ولابد من توفير نظام الصرف الصحي للعصارة. وتحفر مجموعة آبار في جسم الموقع لمراقبة الغازات والعصارة خشية من تسربها، ولجمع الغازات والاستفادة منها كمصدر الطاقة (معظمها غاز الميثان). وبعد الانتهاء كلياً من الموقع تُغَطىّ النفايات بطبقة سميكة من التربة ثم تزرع بالأشجار الحرجية، ولكن لا يجوز استعمال المنطقة لأغراض البناء في المستقبل.
```

## الاستفادة من النفايات والتقليل من حجمها
يتم باتباع ما يأتي:
- توعية المواطن بنمط استهلاكه.
- إعادة تصنيع (تدوير) لبعض النفايات مثل الورق والبلاستيك والهياكل الفلزية والملابس والأثاث.

ويتطلب ذلك فصل النفايات منزلياً قبل عملية الجمع على مستوى الفرد والأسرة.
- استخدام بعض تكنولوجيات هندسة الجينات للتخلص من بعض أنواع النفايات مثل البلاستيك.
- الحصول على الطاقة